# 16999 Айстюарт
16999 Айстюарт (1999 CE47, 1989 TL16, 1997 UW4, 16999 Ajstewart) — астероїд головного поясу, відкритий 10 лютого 1999 року.
Тіссеранів параметр щодо Юпітера — 3,493.